# Peperomia graveolens
Peperomia graveolens é uma espécie de planta da família Piperaceae. É nativa do Equador. É comum como planta ornamental. 